# برسية أكوادورية
برسية أكوادورية (الاسم العلمي:Gnaphalium ecuadorense) هي نوع من النباتات تتبع جنس البرسية من الفصيلة النجمية.